# علي بن خليفة آل خليفة
علي بن خليفة بن سلمان آل خليفة، الحاكم السابع للبحرين، تولى الحكم من 1868-1869.

## أحداث في حكمه
ما إن تولى علي بن خليفة الحكم في عام 1284هـ/ 1867م حتى غادر محمد بن خليفة البحرين إلى الكويت ، فتدخل آل صباح للصلح بين الشقيقين ، فكتب حاكم الكويت عبد الله الصباح إلى علي بن خليفة يسأله أن يُعيد أخاه إلى الحكم فقبل علي ذلك فجاء محمد بن خليفة إلى البحرين بصحبة أمير الكويت ولكنهم قبل أن ينزلوا إلى البحرين علموا أن علي بن خليفة رجع في تعهده لأمير الكويت ، فعاد محمد بن خليفة ونزل في دارين وتأهب للقتال ، فدخل في جيش ناصر بن مبارك بن عبد الله بن أحمد ، وغزا به البحرين وتم قتل الشيخ علي بن خليفة عام 1286هـ/ 1869م.

## الأسرة

### الزوجات
1. ثاجبة بنت أحمد آل خليفة: ابنة أحمد بن سلمان بن أحمد آل خليفة.[2]
2. أم خالد آل خليفة.

### الذرية
1. عيسى: والدته ثاجبة بنت أحمد آل خليفة. حاكم البحرين الثامن.
2. حسن: توفي من دون ذرية.
3. عبد الله: ولد في عام 1840. توفي من دون ذرية في عام 1870 عن عمر ناهز 30 سنة.
4. إبراهيم: ولد في عام 1843. توفي من دون ذرية في عام 1873 عن عمر ناهز 30 سنة.
5. داود: توفي من دون ذرية قبل عام 1882 عن عمر ناهز 36 سنة.
6. أحمد: ولد في عام 1850. والدته ثاجبة بنت أحمد آل خليفة. تزوج مرتين الأولى من ابنة ناصر بن مبارك آل خليفة والثانية ابنة محمد بن سلمان آل خليفة ولكنه طلقها لاحقا حيث تزوجت أخيه الأكبر عيسى. توفي بمرض الجدري في أكتوبر 1888 عن عمر ناهز 38 سنة. أنجب عشرة أبناء:
  1. يوسف: توفي من دون ذرية.
  2. عبد الله: ولد في عام 1868. توفي من دون ذرية.
  3. علي: ولد في عام 1871. والدته ابنة محمد بن سلمان آل خليفة. تم ترحيله إلى الهند من 1903 إلى 1908. تزوج أربع مرات الأولى من ابنة زوج أمه عيسى بن علي آل خليفة حاكم البحرين الثامن والثانية في يوليو 1912 من ابنة حمد بن محمد آل خليفة والثالثة من ابنة ختال بوكوارة والرابعة في مايو 1914 من الزوجة السابقة لخليفة بن أحمد خاتم وابنة مجدل العمير. أنجب أربعة أبناء وابنة واحدة (أو ابنتين):
    1. أحمد: ولد في عام 1902. والدته ابنة عيسى بن علي آل خليفة حاكم البحرين الثامن. أنجب ابنان:
      1. سلمان: أنجب ابن واحد:
        1. خليفة.

      2. علي.

    2. مبارك.
    3. محمد: احتمال توفي في 21 يونيو 1943.
    4. إبراهيم.
    5. غير معروف اسمها: تزوجت في سبتمبر 1917 أحمد بن خليفة آل خليفة ابن خليفة بن أحمد آل خليفة.
    6. عائشة: (نفس أختها؟).

  4. راشد: ولد في عام 1873. توفي من دون ذرية بعد عام 1882.
  5. محمد: ولد في عام 1873. توفي بمرض الطاعون في 17 مايو 1911 عن عمر ناهز 38 سنة. أنجب ابنان:
    1. أحمد: ولد في عام 1899.
    2. مبارك: ولد في عام 1909. توفي في 8 مارس 1914 عن عمر ناهز 5 سنوات.

  6. خليفة: ولد في عام 1875. تزوج مرتين الأولى من منيرة بنت عيسى آل خليفة (توفيت في الرفاع في عام 1955) ابنة عمه عيسى بن علي آل خليفة حاكم البحرين الثامن ومنيرة بنت عبد الرزاق آل خليفة والثانية غير معروفة. أنجب ثلاثة أبناء وابنتين:
    1. علي: ولد في عام 1901. والدته منيرة بنت عبد الرزاق آل خليفة. أنجب ابن واحد:
      1. عيسى: أنجب ابنان:
        1. راشد.
        2. حمد.

    2. أحمد: ولد في عام 1902. والدته الزوجة الثانية غير المعروفة.
    3. محمد: ولد في عام 1902. والدته منيرة بنت عبد الرزاق آل خليفة. تزوج من عائشة بنت أحمد آل خليفة ابنة أحمد بن أحمد آل خليفة وفاطمة بنت سلمان آل خليفة. توفي عام 1975 عن عمر ناهز 73 سنة. أنجب ابنان:
      1. خليفة: أنجب ابنان:
        1. علي.
        2. محمد.

      2. أحمد: أنجب ثلاثة أبناء:
        1. خليفة: أنجب ابن واحد:
          1. علي.

        2. عبد الله.
        3. خالد.

    4. نجلاء: والدتها منيرة بنت عبد الرزاق آل خليفة. تزوجت مرتين الأول من سلطان بن أحمد آل خليفة ابن أحمد بن أحمد آل خليفة ومنيرة بنت عبد الله آل خليفة والثاني من سلمان بن حمد آل خليفة. توفيت في عام 1971. أنجبت ابن واحد وابنة واحدة من زوجها الثاني.
    5. حصة: والدتها منيرة بنت عبد الرزاق آل خليفة. توفيت في عام 1977.

  7. سلمان: ولد في عام 1878. توفي من دون ذرية بعد عام 1882.
  8. إبراهيم: ولد في عام 1881. توفي من دون ذرية.
  9. أحمد: ولد في عام 1888. تزوج مرتين الأولى من فاطمة بنت سلمان آل خليفة ابنة ابنة سلمان بن عيسى آل خليفة وعائشة بنت علي آل خليفة والثانية من منيرة بنت عبد الله آل خليفة ابنة عبد الله بن علي آل خليفة. توفي في البحرين عام 1951. أنجب ثمانية أبناء وابنة واحدة:
    1. سلطان: والدته منيرة بنت عبد الله آل خليفة. تزوج من نجلاء بنت خليفة آل خليفة (التي تزوجت من بعده سلمان بن حمد آل خليفة وتوفيت في عام 1971 حيث أنجبت ابن واحد وابنة واحدة من زوجها الثاني) ابنة خليفة بن أحمد آل خليفة ومنيرة بنت عيسى آل خليفة ابنة عيسى بن علي آل خليفة حاكم البحرين الثامن. أنجب ابن واحد:
      1. خليفة: أنجب ابن واحد:
        1. أحمد.

    2. خليفة.
    3. عبد الله: توفي صغيرا.
    4. يوسف.
    5. محمد: توفي صغيرا.
    6. علي.
    7. عبد الله.
    8. محمد.
    9. عائشة: والدتها فاطمة بنت سلمان آل خليفة. تزوجت من محمد بن خليفة آل خليفة (الذي ولد في عام 1902 وتوفي في عام 1975) ابن خليفة بن أحمد آل خليفة وومنيرة بنت عيسى آل خليفة ابن عيسى بن علي آل خليفة حاكم البحرين الثامن. توفيت في عام 2002. أنجبت ابنين اثنين.

  10. عبد الرحمن: توفي من دون ذرية.
7. خالد: ولد في عام 1853. والدته أم خالد آل خليفة. حاكم الرفاع. تزوج أربع مرات الأولى من أم سلمان بنت خالد آل خليفة والثانية من أم إبراهيم بنت خالد آل خليفة والثالثة من لطيفة بنت عبد الرزاق آل خليفة والرابعة من موزة الجلاهمة. توفي في عام 1925 عن عمر ناهز 72 سنة. أنجب أربعة أبناء:
  1. إبراهيم: ولد في عام 1873. تزوج مرتين الأولى من هيا بنت سلمان آل خليفة ابنة سلمان بن عيسى آل خليفة ولي العهد لفترة من الوقت وعائشة بنت علي آل خليفة والثانية من نورة بنت عيسى آل خليفة ابن عيسى بن علي آل خليفة حاكم البحرين الثامن. أنجب ستة أبناء وابنة واحدة:
    1. عبد الله: ولد في عام 1894. أنجب ابن واحد:
      1. حمد: رئيس بلدية سترة في عام 1957. أنجب ستة أبناء:
        1. علي.
        2. عبد الله.
        3. إبراهيم: لقى تعليمه في مدرسة قصر الرفاع بالبحرين. أنجب ابنان اثنان:
          1. سلمان.
          2. خليفة.

        4. محمد.
        5. خليفة.
        6. خالد.

    2. سلمان: والدته هيا بنت سلمان آل خليفة. أنجب ابن واحد وابنة واحدة:
      1. إبراهيم.
      2. حصة: ولدت في عام 1933. تزوجت في 2 مايو 1949 من عيسى بن سلمان آل خليفة حاكم البحرين الحادي عشر. توفيت في المنامة في 5 أغسطس 2009 عن عمر ناهز 76 سنة. أنجبت خمسة أبناء وأربع بنات.

    3. خليفة.
    4. راشد: ولد في عام 1901.
    5. محمد: والدته هيا بنت سلمان آل خليفة. أنجب ابنان اثنان:
      1. عبد الله: ولد في الرفاع الغربي في عام 1935. تلقى تعليمه في مدرسة البحرين الوطنية. حصل على البكالريوس في عام 1950. التحق بالعمل في قسم الجمارك في عام 1951 ثم مساعد مراقب بلدية الرفاع الشرقي ثم نائب رئيس بلدية الرفاع من 1967 إلى 1973 ثم وكيل مساعد وزارة البلديات من 1973 إلى 1975 ثم رئيس بلدية الوسطى من 1975 إلى 1988. توفي إثر أزمة قلبية في 25 يونيو 1988 عن عمر ناهز 53 سنة. أنجب ابنان اثنان:
        1. حمد.
        2. خليفة.

      2. خالد: أنجب ثلاثة أبناء:
        1. سلمان.
        2. إبراهيم.
        3. عبد الله.

    6. حسن: أنجب أربعة أبناء:
      1. خالد.
      2. إبراهيم.
      3. خليفة.
      4. محمد.

    7. لطيفة: تزوجت في عام 1910 من سلمان بن حمد آل خليفة حاكم البحرين العاشر زوجة أولى.

  2. أحمد: ولد في عام 1874. توفي بعد عام 1882.
  3. علي: ولد في عام 1876. توفي من دون ذرية قبل عام 1900.
  4. سلمان: ولد في عام 1893. تزوج في سبتمبر 1917 أرملة علي بن أحمد آل خليفة وابنة عيسى بن علي آل خليفة حاكم البحرين الثامن. أنجب تسعة أبناء:
    1. أحمد: أنجب ثلاثة أبناء:
      1. خالد: وزير الديوان الملكي منذ 2004.
      2. خليفة: القائد العام لقوة دفاع البحرين. أنجب ابنان اثنان:
        1. محمد.
        2. علي.

      3. عبد العزيز: رئيس نادي الرفاع الشرقي.

    2. عبد الله: ولد في العام عام 1945. تلقى تعليمه في أكاديمية ساندهيرست العسكرية الملكية. تولى منصب وزير الكهرباء والماء في عام 2001. أنجب ابن واحد:
      1. سلمان.

    3. خليفة.
    4. صقر.
    5. إبراهيم.
    6. راشد.
    7. خالد: أنجب أربعة أبناء:
      1. حمد.
      2. مشعل.
      3. شمسان
      4. سلمان.

    8. محمد.
    9. حمد.
    10. عيسى.

  5. علي: ولد في عام 1900.
  6. عبد الله: ولد في عام 1922. رئيس بلدية الرفاع حتى عام 1967. رئيس بلدية المنامة من 1967 إلى 1971. مدير إدارة البلديات والزراعة من 1970 إلى 1971. وزير البلديات الزراعة من 1971 إلى 1975. وزير العدل من 1975 إلى 2002. وزير الشئون الإسلامية من 1975 إلى 2006. نائب رئيس مجلس الوزراء من 2002 إلى 2006. رئيس المجلس الأعلى للشئون الإسلامية ورئيس مجلس أمناء مركز عيسى الثقافي وورئيس اللجنة الوطنية لمكتبة الشيخ عيسى الوطنية. تزوج من ابنة محمد آل خليفة. أنجب خمسة أبناء وخمس بنات:
    1. محمد: أنجب ثلاثة أبناء:
      1. حمد: أنجب خمسة أبناء:
        1. إبراهيم.
        2. عبد الله.
        3. محمد.
        4. خليفة.
        5. خالد.

      2. علي.
      3. سلمان.

    2. خالد: ولد في المحرق في عام 1944. نائب رئيس مجلس الوزراء الحالي. تزوج من مريم بنت سلمان آل خليفة ابنة سلمان بن حمد آل خليفة حاكم البحرين. أنجب أربعة أبناء وخمس بنات:
      1. سلمان.
      2. عبد الله.
      3. عيسى.
      4. خليفة: تزوج في 5 يونيو 2008.
      5. زين: رئيسة مجلس أمناء المبرة الخليفية. الراعية لجمعية اكتشف الإسلام من عام 2003 ومهرجان البحرين الخيري من 2005 ومعرض مشرق زوايا الفنون الجميلة من 2008. تزوجت من علي بن خليفة آل خليفة نائب رئيس مجلس الوزراء ابن خليفة بن سلمان بن حمد آل خليفة رئيس مجلس الوزراء وحصة بنت علي آل خليفة. أنجب ابنان اثنان وابنة واحدة.
      6. فرح.
      7. حصة: حصلت على شهادة البكالريوس في إدارة الأعمال في عام 2006 من جامعة بنتلي ببوسطن بالولايات المتحدة. قائدة منتخب البحرين لكرة القدم للسيدات.
      8. نوف: حصلت على شهادة البكالريوس في عام 2009 من الجامعة الملكية للبنات.
      9. ضوى: حصلت على شهادة البكالريوس في عام 2009 من الجامعة الملكية للبنات.
      10. إحدى هذه البنات تزوجت في المنامة في 12 يناير 2014 من عيسى بن حسام آل خليفة ابن حسام بن سلمان آل خليفة.

    3. علي: العميد الدكتور ولد في المحرق في خمسينات القرن العشرين. حصل على شهادة بكالوريوس طب بشري من جامعة القاهرة وزمالة الكلية للجراحة من جلاسكو. انضم لخدمة البحرين الطبية عام 1974. استشاري جراحة العظام من 1984 إلى 2002. قائد الخدمات الطبية بمستشفى قوة الدفاع من 1995 إلى 1999. قائد الخدمات الطبية الملكية من 1999 إلى 2002. تقاعد في عام 2002 برتبة عميد. أستاذ مشارك في جامعة الخليج العربي. عضو مجلس الشورى من 2002 إلى 2009. رئيس الأكاديمية الملكية للأطباء الأخصائيين في البحرين من 2001 إلى 2005. رئيس الاتحاد العربي للطب الرياضي ورئيس جمعية الجودة البحرينية. متزوج من سيدة مصرية. توفي في المنامة في 10 أغسطس 2009. أنجب ابنان اثنان:
      1. خالد: العميد الركن قائد الخدمات الطبية الملكية. الوكيل المساعد لوزارة العدل والشئون الإسلامية والأوقاف من 2005 إلى 2006. وزير العدل والشئون الإسلامية والأوقاف من عام 2006.
      2. عيسى: مدير إدارة الجوازات في وزارة الداخلية من عام 2011.

    4. إبراهيم.
    5. مبارك.

  7. نجلاء: والدتها لطيفة بنت عبد الرزاق آل خليفة. تزوجت من محمد بن عبد الله آل خليفة (الذي ولد في عام 1901 وتوفي في 2 مارس 1939) الذي تولى أحيانا رئاسة مجلس حكم الدولة ابن عبد الله بن عيسى آل خليفة وزير التربية والتعليم السابق وهيا بنت سلمان بن دعيج آل خليفة. أنجبت ابنان اثنان وابنة واحدة.
8. ناصر: ولد في عام 1859. أنجب ابن واحد:
  1. حمد: توفي من دون ذرية.
9. منصور: ولد في عام 1859. أنجب ابن واحد:
  1. منصور: توفي من دون ذرية.
10. جابر: ولد في عام 1863. أنجب أربعة أبناء وابنة واحدة:
  1. راشد: ولد في عام 1889. أنجب:
    1. علي.

  2. محمد: ولد في عام 1898.
  3. ناصر.
  4. علي: أنجب ابنان اثنان:
    1. جابر: أنجب ابن واحد:
      1. ناصر.

    2. عبد الله.

  5. لولوة.
11. عبد الله: توفي من دون ذرية عن عمر ناهز 17 سنة قبل عام 1882.
12. عبد الله: ولد في عام 1864. توفي من دون ذرية بعد عام 1882.
13. صقر: ولد في عام 1867.
14. يوسف: ولد في عام 1867. توفي في عام 1892 عن عمر ناهز 25 سنة. أنجب ابن واحد:
  1. يوسف: ولد في عام 1892.
15. راشد: ولد في عام 1868. توفي من دون ذرية في عام 1882.